# Manifesto da ricercato

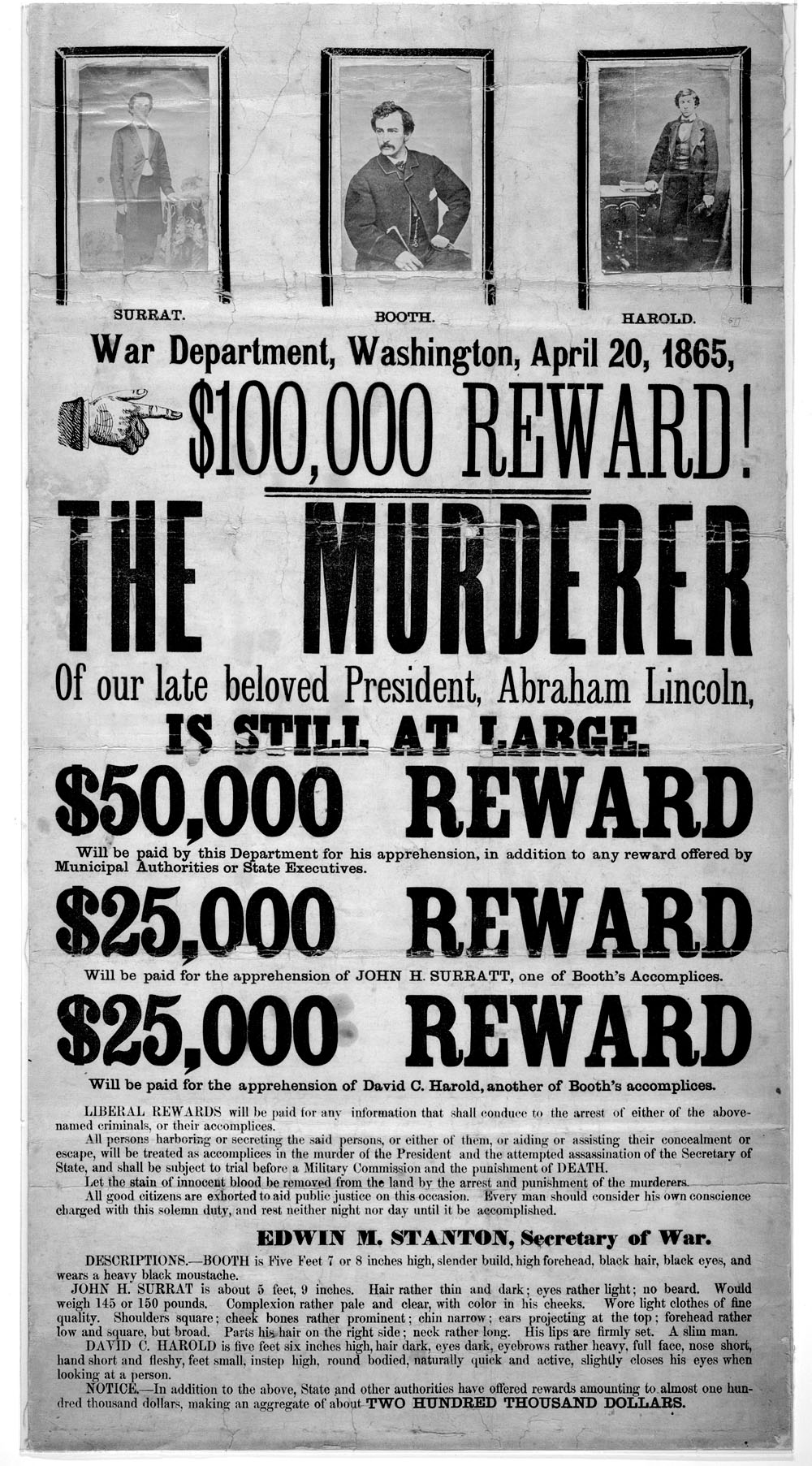
Un manifesto che indica John Wilkes Booth e suoi complici nell'assassinio di Abraham Lincoln.

Il manifesto da ricercato è una locandina formulata in alcuni contesti e appesa in luoghi di comune frequentazione per far conoscere all'opinione pubblica la presenza di alcuni criminali latitanti ricercati dalle forze dell'ordine.
Il manifesto consiste nella presenza di un foglio con la foto del ricercato al centro della pagina, i suoi dati personali e (in alcuni casi) la ricompensa data dallo Stato a chi aiutasse in qualche modo le forze di polizia nella cattura del fuggitivo. In assenza di una foto del soggetto, artisti delle autorità vengono incaricati di disegnare uno schizzo del volto tramite le indicazioni fornite da testimonianze varie.
Nel passato questi manifesti venivano anche riprodotti da enti indipendenti vittime di azioni vandaliche, furti e violenze e per la cattura dei colpevoli venivano incaricati speciali agenti di sicurezza (tra gli altri la Pinkerton National Detective Agency) o cacciatori di taglie salariati per la cattura dalle aziende protagoniste.